# José de Carvajal y Lancaster
José de Carvajal y Lancaster (Cáceres, 16 de março de 1698 — Madrid, 8 de abril de 1754) foi um aristocrata e político que exerceu as funções de Secretário de Estado de Espanha, hoje equivalentes às de primeiro ministro espanhol, entre 1746 e 1754.

## Biografia
José de Carvajal y Lancaster nasceu na cidade de Cáceres, no seio de uma ilustre família aristocrática, segundo filho varão de Bernardino de Carvajal y Vivero Moctezuma, o 2.º conde de la Quinta de la Enjarada, e de María Josefa de Lancaster y Noroña, descendente de Jorge de Lancastre, o 2.º duque de Coimbra, um filho natural do rei D. João II de Portugal. Na linhagem da mãe recaíram os títulos ducais de Abrantes e Linhares, pois por morte sem descendência de seu irmão Juan de Lancaster Sande y Noroña, 3.º duque de Abrantes, as ditas mercês passaram por sucessão ao filho primogénito desta, Juan Antonio de Carvajal y Lancaster, que assim foi o 4.º duque de Abrantes. Outros dos seus irmãos foram Nicolás de Carvajal y Lancaster, marquês de Sarria e tenente-general do Exército Espanhol, e Isidro de Carvajal y Lancaster (1705-1771), bispo de Cuenca. Era sobrinho de Fernando de Alencastre Noroña y Silva, duque de Linares, marquês de Valdefuentes e vice-rei da Nova Espanha.
Após ter cursado a Universidade de Salamanca, iniciou a sua carreira política na Real Chancillería de Valladolid como oidor. Seguidamente foi nomeado para integrar o Conselho e Câmara das Índias (Consejo y Cámara de Indias), órgão do qual ascendeu a presidente (Gobernador del Consejo de Indias) no reinado de Felipe V).
Em 24 de janeiro de 1746, Felipe V escolheu-o para presidir à então Junta de Comércio e Moeda (Junta de Comercio, Moneda y Minas), por recomendação do Marquês de la Ensenada, a quem sucedeu no cargo. Com esta nomeação, o monarca alterou o costume daquela Junta ser presidida pelo Secretário da Fazenda, tradição que se mantinha desde as sua criação em 1730 pela fusão das já existentes Junta do Comércio e Junta da Moeda. Mantera esse cargo durante quase todo o reinado de Fernando VI.
No final desse ano, quando já reinava Fernando VI, sucedeu também a Ensenada no cargo de Secretário de Estado, o equivalente a primeiro-ministro, mas manteve a presidência da Junta de Comércio e Moeda. Nos dois anos seguintes, os já vastos poderes daquela Junta foram ampliados com o ramo mineiro e a getão das dependências de estrangeiros (o comércio externo). Permaneceu no cargo até que em 1754 foi sucedido por Juan Francisco de Gaona y Portocarrero, o conde de Valparaíso, então Secretário da Fazenda. Carvajal queixava-se do perfil burocrático dos membros desta Junta e sobretudo do tempo parcial e limitado que dedicavam a tão importantes funççõe, começando pelo próprio que acumulava a presidência da Junta com o cargo de Secretário de Estado.
Como Secretário de Estado no reinado de Fernando VI foi o promotor da Expedição às Fronteiras do Orinoco que estava sendo organizada em resultado do Tratado de Fronteira Hispano-Hispânica Português de 1750 por meio do qual Portugal renunciou à Colónia de Sacramento e à sua pretensão de livre navegação no Rio da Prata. Em troca, a Espanha cedeu a Portugal duas áreas na fronteira brasileira, uma na Amazónia e outra no sul, onde estavam localizadas sete das trinta Reduções Guarani dos Jesuítas. Os espanhóis tiveram que expulsar os missionários jesuítas, o que levou a uma confronto com os Guarani que durou onze anos.
O conflito das reduções gerou uma crise na Corte espanhola. O Marquês de la Ensenada, favorável à Companhia de Jesus, e o padre Rávago, confessor do Rei e membro da Companhia de Jesus, foram demitidos , acusado de dificultar os acordos com Portugal.